# Richard Hull (scrittore)
Richard Hull (6 settembre 1896 – 1973) è stato uno scrittore britannico di romanzi gialli.

## Opere
- The Murder of my Aunt, 1934
  - L'assassinio di mia zia, Il Giallo Mondadori n. 2308, 1993
- Keep It Quiet, 1935
- Murder Isn't Easy, 1936
- The Ghost it Was, 1936
- The Murderers of Monty, 1937
- Excellent Intentions, 1938; La tabacchiera avvelenata, I bassotti n. 122, Polillo, 2013
- And Death Came Too, 1939
- My Own Murderer, 1941
- Left Handed Death, 1946
- Last First, 1947
- Until She Was Dead, 1949
- A Matter of Nerves, 1950
- Invitation to an Inquest, 1950
- The Martineau Murders, 1953